# Newcastle KB United
Newcastle KB United var en fotbollsklubb från Newcastle i Australien. Klubben spelade tidigare i den numera nerlagda nationella australiska proffsligan National Soccer League (NSL) mellan 1978 och 1984. Efter säsongen 1984 lades klubben ner på grund av dålig ekonomi. Klubben ersattes i NSL av Newcastle Rosebud United FC.